# Ocotea amplifolia
Ocotea amplifolia là loài thực vật có hoa trong họ Nguyệt quế. Loài này được (Mez & Donn. Sm.) van der Werff mô tả khoa học đầu tiên năm 2001.